# Новарське печиво
Новарське печиво (італ. Biscotti di Novara) — італійське печиво з міста Новара (регіон П'ємонт). Є типовим десертом цього міста. 

## Історія
Печиво було створене у XVI сторіччі монахинями для святкових днів.

## Інгредієнти
Інгредієнти для рецепту можуть відрізнятись, але відмінністю печива є те що для його виробництва не використовується масло. Приблизний список інгредієнтів є таким:
- 250 грамів борошна
- 150 грам цукру
- 4 цілих яйця
- 1 жовток яйця
- щіпка харчової соди
- стручок ванілі.

## Спосіб приготування
Дрібним віночком обробляють яйця з цукром на холоді до отримання пінистої суміші, обережно додають борошно ситом, поєднуючи його з содою і ваніліном. За допомогою кондитерського мішка розкладають суміш смужками 6-8 см, добре розташованими на папері для випічки, посипають якомога дрібнішим цукром (але не глазур'ю) і випікають при 220 °C градусів протягом 5 хвилин або в будь-якому випадку до золотистого кольору.

## Вживання
Biscotti di Novara вживається як самостійний десерт, також може використовуватись для виробництва тирамісу.